# Yukkie B
Yuksel Ozince (Amsterdam, 30 oktober 1969), beter bekend als Yukkie B, is een Nederlands-Turkse rapper uit Amsterdam-Oost. Tijdens de jaren 90 genoot Yukkie B bekendheid in het rapcircuit met zijn hit Wat Nou! en zijn bijdrage op Zoete inval van Extince. De rapper werd onder meer onderscheiden met een TMF Award in 1998.

## Biografie

### 1984-1996
In 1984 ontdekte Yukkie B de hiphopcultuur, en deed hij aan breakdancen. In 1986 ontmoetten Yukkie B en de Surinaamse diskjockey Sergio elkaar, ze begonnen samen met twee vrienden (Leon en Eric) de groep Extraordinary ( door Eric verzonnen nadat hij contact had met de graffiti crew ETA). De groep verwierf (zonder Eric, die wel tekstueel ondersteuning bood) al gauw bekendheid door zijn legendarische optredens tijdens de Rap Attack HipHop shows in de Melkweg en Paradiso en underground spots zoals Akhnaton. De groep ging vervolgens verder als The Soulradicals. Na een lange tijd van optredens kwam Yukkie B in 1992 met het nummer The Shitlist, een underground disstrack waarop hij zijn ongenoegen uit over rappers van weleer zoals Tony Scott en King Bee. Deze disstrack kreeg veel airplay op diverse radioprogramma's zoals VPRO's War Journal. In 1995 besloot de rapper wegens privé-redenen zich tijdelijk terug te trekken uit het rapcircuit. Het jaar erop keerde Yukkie B terug en besloot hij wederom samen te werken met DJ Sergio. Het ambitieuze duo tekende niet veel later een contract bij het platenlabel Top Notch, het grootste raplabel van Nederland.

### 1997-2004
In 1997 bracht Yukkie B het Nederlandstalige Wat Nou! uit als debuutsingle. Bij de TMF-Awards in 1998 won hij de prijs voor beste rap-act. Het was de allereerste TMF-Award die in de categorie rap werd uitgereikt aan een Nederlandse artiest. In 2003 verliet Ozince zijn label Top Notch/Virgin en na enkele gastbijdrages op diverse CD's (onder andere Brainpowers Door merg en brain).

### 2004-heden
Toen Yukkie B zich begaf in het underground rapcircuit, kwam hij in conflict met de jonge rapper Negativ van de rapgroep D-Men. Nadat Yukkie B door Lange Frans en Negativ beledigd werd in het nummer Schreeuwetuit op de Straatremixes mixtape, was dat aanleiding voor hem om in 2003 een disstrack gericht op Negativ uit te brengen, genaamd Mien Dobbelsteen. Als gevolg hiervan werd er een reeks disstracks over en weer gestuurd, maar in 2005 leek de storm te zijn gaan liggen.
De afgelopen jaren heeft Yukkie B in samenwerking met Black Mosart en Hustlers 4 life een aantal undergroundtracks uitgebracht, zoals De Schijtlijst (Hustlerz4life) en het Engelstalige Snatch (BlackMozart) evenals de track 'Paradise' (Dj Knowhow - 2007). De track Paradise is te vinden op Straatwaarde, het album van DJ Knowhow. Op dit album zijn ook andere rappers van de eerste generatie te horen, zoals Def P, Murth The Man-O-Script en Skate the Great. 
Onlangs heeft Yukkie B zijn oude klassieker 'Wat Nou' (1997) geremixt. De remix is een protest song tegen de Covid-19 maatregelen van de regering. De titel van de 2020 Remix is 'Wat Now!?!' en is aangepast naar aanleiding van de NOW regeling van de regering met betrekking tot Covid-19. Ook is er een videoclip verschenen van deze Remix.

## Discografie

### Hitsingles
| Single met eventuele hitnotering(en) in de Nederlandse Top 40 | Datum van verschijnen | Datum van binnenkomst | Hoogste positie | Aantal weken | Opmerkingen                           |
| ------------------------------------------------------------- | --------------------- | --------------------- | --------------- | ------------ | ------------------------------------- |
| Wat Nou!                                                      | 1997                  | -                     | tip 6           | -            | De Bom staat als B-side op de single. |
| Zoete inval                                                   | 1999                  | 17-07-1999            | 30              | 3            | Als bijdrage op single van Extince.   |

### Losse nummers
- 2003 - Mien Dobbelsteen (Negativ diss)
- 2004 - Slikke die hap (Negativ diss)
- 2005 - Snatch (Project Straatvoetbal)
- 2020 - Wat Now!?! (Remix)

### Gastoptredens
| Jaar | Titel                                                                                          | Muziekstuk (Album of Single) | Afkomstig van Album/lp/ep | Artiest/Groep     |
| ---- | ---------------------------------------------------------------------------------------------- | ---------------------------- | ------------------------- | ----------------- |
| 1999 | Zoete inval met Murth, Krewcial, Skate the Great, Brainpower, Goldy, Scuz en Extince           | Single                       | Binnenlandse Funk         | Extince           |
| 2000 | De Bom                                                                                         | -                            | Alle 13 Dope              | Top Notch (label) |
| 2001 | XXX met Deams, Shockwave, Cane en Brainpower                                                   | -                            | Door merg en Brain        | Brainpower        |
| 2002 | Dutch Touch met Rizky Rough, Masta Lee, Cilvaringz, Roodrunna, Rowdy, Extince en Furiuz Stylez | -                            | Vitamine E                | Extince           |
| 2006 | De Schijtlijst                                                                                 | -                            | Ruig & Tuig Mixtape       | Hustlerz 4 Life   |
| 2007 | Paradise                                                                                       | -                            | Straatwaarde              | DJ Knowhow        |